# Білоруська допоміжна поліція

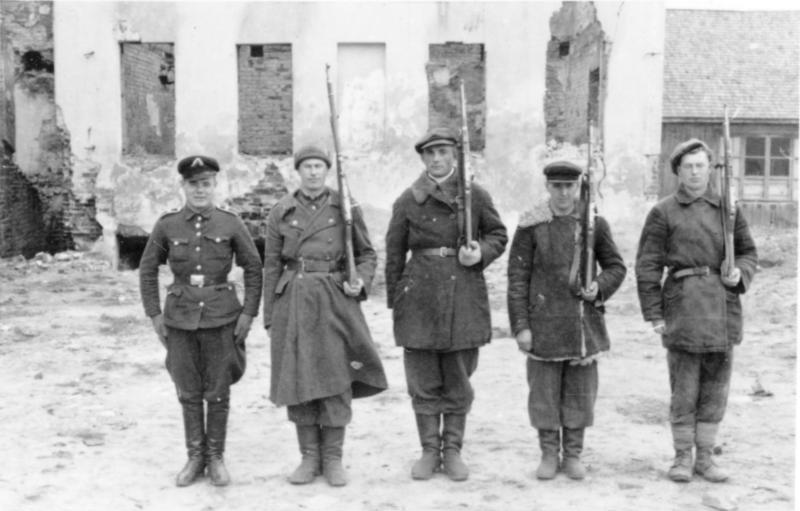
Білоруська поліція у Могильові, березень 1943 р.

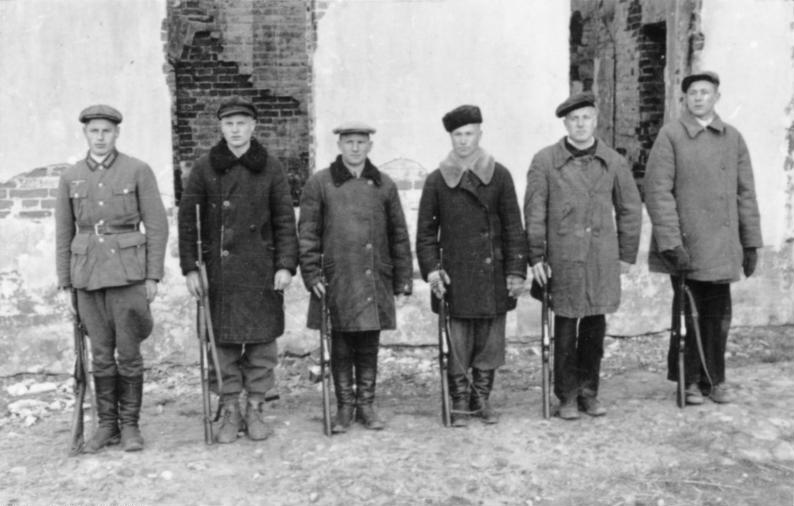
Білоруська поліція у Могильові, березень 1943 р.

Білоруська допоміжна поліція (нім. Weißruthenische Hilfspolizei, біл. Беларуска дапаможная паліцыя парадку) — білоруська поліційна формація, орган місцевої адміністрації, а згодом німецької поліції на окупованих білоруських етнічних землях. Функції відповідали німецькій поліції порядку (нім. Ordnungsdienst).
Невдовзі після окупації Білорусі було утворено Генеральний округ «Білорусь» в складі Райхскомісаріату Остланд. На його території було утворено перші підрозділи білоруської поліції, як частини місцевої влади — міської та повітової. Проте вже 1941 року білоруську поліцію було підпорядковано німецькому керівництву. Мінську білоруську поліцію було утворено на основі 1-го штурмового взводу (білоруського) — підрозділу, який був підпорядкований Абверу. Керівником білоруської поліції у міському окрузі та комендантом підофіцерських курсів білоруської поліції став колишній офіцер Війська Польського — капітан Францішак Кушаль.
Спочатку було сформовано дрібні підрозділи та постерунки, які підпорядковувалися німецькій Шутцполіції. Була мережа сільських постерунків (відділень поліції) та міських комісаріатів — найчастіше зі змішаними білорусько-німецькими підрозділами. Їхні завдання були типовими для поліції: охорона порядку, запобігання шкідництву та кримінальним злочинам, розшук злочинців та охорона населення від нападів партизан. Кількість місцевої поліції в Генеральному окрузі Білорусь зросла з 3682 в грудні 1941 до 6850 у квітні 1943.
Для боротьби проти радянських партизанів було створено батальйони шуцманів. Вважається, що було 12 таких батальйонів, в кожному з яких приблизно 350—450 осіб. Більшість командирів були німці, а мова команд — німецька, тому часто доводилося перекладати накази.
1942 року створено Білоруський батальйон охорони залізничних колій (нім. Bahnschutz Bataillon).
Також окремим підрозділо був 13 білоруський батальйон поліції СД (служби безпеки). Підрозділ був у мундирах німецького зразка. 1943—1944 брав участь у багатьох акціях проти радянських партизан. 1944 року брали участь у охороні та ліквідації двох концентраційних таборів в Тростянцю і Колдичеві.
У серпні 1943 року Францішек Кушаль став головним координатором всієї білоруської поліції. Запроваджено патріотичне виховання та білоруську мову в службових справах. Проте і надалі оперативним командуванням займалися німці і більшість офіцерів були німцями. На той час у різних видах поліції було близько 20 тисяч поліціянтів.
Після окупації Білорусі Червоною армією учасники формації були репресовані.